# Base Naval del Callao
La Base Naval del Callao es un centro penitenciario ubicado en la Provincia Constitucional del Callao. El Establecimiento Penitenciario es uno de los más vigilados del país, además aquí se encuentran principales miembros de grupos terroristas Sendero Luminoso y el MRTA.

## Principales internos
El centro penitenciario mantiene detenidos de alta peligrosidad. Entre ellos se encuentran:
| Abimael Guzmán                 | El cabecilla de Sendero Luminoso cumplió una condena de cadena perpetua en la Base Naval hasta su fallecimiento el 11 de septiembre de 2021.                                                          |
| Víctor Polay Campos            | Fue el fundador del MRTA, grupo terrorista que sembró terror en el país junto a Sendero Luminoso. Capturado en 1992, cumple una condena de 35 años de prisión que culmina en 2026.                    |
| Óscar Ramírez Durand           | Luego de que Abimael Guzmán anunció un "tratado de paz" en 1993, 'Feliciano' asumió las riendas de Sendero Luminoso y se trasladó al VRAEM. Capturado en 1999, cumple una condena de cadena perpetua. |
| Vladimiro Montesinos           | Exasesor presidencial y exjefe del SIN está recluido en la prisión que mandó a construir para los criminales más peligrosos del Perú. Cumple una condena de 25 años de prisión que culmina en 2026.   |
| Miguel Rincón Rincón           | Otro de los cabecillas más influentes del MRTA cumplió una condena de 32 años de prisión en la Base Naval hasta su fallecimiento el 11 de diciembre de 2024.                                          |
| Wilmer Arrieta                 | El socio de Rodolfo Orellana se encuentra cumpliendo condena por pertenecer a la organización criminal del ex abogado.                                                                                |
| Florindo Eleuterio Flores Hala | Fue uno de los dirigentes de la organización terrorista peruana Sendero Luminoso y líder de Sendero Luminoso del Alto Huallaga. Capturado en el año 2012, cumple una condena de Cadena Perpetua.      |